# Robby Mook

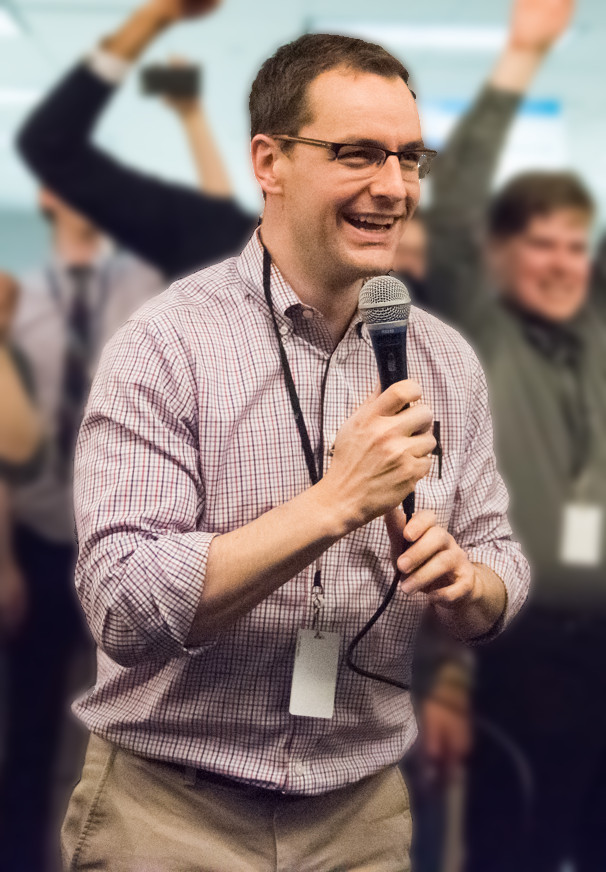
Robby Mook im Wahlkampf (2016)

Robert E. „Robby“ Mook (geboren am 3. Dezember 1979 in Sharon, Vermont) ist ein amerikanischer politischer Berater und Stratege der Demokratischen Partei. Er war Hillary Clintons Wahlkampfmanager bei der US-Präsidentschaftswahl 2016. Vorher arbeitete er seit den 1990er Jahren für verschiedene Kampagnen von Demokraten, zuerst in Vermont – gefördert unter anderem von Howard Dean –, dann in anderen Staaten und auf Bundesebene. In seiner Strategie zur Wählermobilisierung verbindet Mook Deans Graswurzel-Ansatz mit ausgefeilter Datentechnologie, wie sie Barack Obama in seinen Präsidentschaftswahlkämpfen benutzt hat. Innerhalb des operativen Teams legt Mook Wert auf die Ausbildung einer Kultur unbedingten Siegeswillens, disziplinierten Arbeitens und inhaltlichen Kurshaltens.

## Familie und Ausbildung
Robby Mook wuchs in der Kleinstadt Norwich im US-Bundesstaat Vermont nahe der Grenze zum Nachbarbundesstaat New Hampshire auf. Sein Vater Delo Emerson Mook ist früherer Physik-Professor am Dartmouth College in Hanover (New Hampshire), seine Mutter Kathryn H. Mook Krankenhaus-Managerin am Dartmouth-Hitchcock Medical Center in Lebanon (New Hampshire). Mook besuchte die High School in Hanover und traf dort auf Matt Dunne, der als Lehrer die Theatergruppe leitete, zugleich dem Vermont House of Representatives angehörte und Mooks Weg ins Wahlkampfmanagement förderte. Seine akademische Ausbildung schloss Mook 2002 an der Columbia University in New York mit einem Bachelor of Arts in klassischer Altertumswissenschaft ab. Nach seinem Abschluss war er „Page“ im Senat der Vereinigten Staaten, das heißt zeitweiliger Büromitarbeiter im Rahmen eines Förderprogramms für Jugendliche.

## Organisation politischer Wahlkämpfe
Seine Tätigkeit für Wahlkämpfe begann Mook während der High School. Als 14-jähriger freiwilliger Helfer engagierte er sich 1994 im Wahlkampf seines Lehrers Matt Dunne für das Repräsentantenhaus Vermonts. Bei der Präsidentschaftswahl 1996 organisierte er mit Freunden Telefonanrufe für die Wiederwahl Bill Clintons. Erstmals bezahlt, war er 1998 am Canvassing für die Wiederwahl Howard Deans zum Gouverneur Vermonts beteiligt. Während Mooks Semesterferien im Sommer 2000 engagierte Matt Dunne ihn als bezahlten Wahlkampfhelfer für die Fraktion der Demokraten in Vermonts Repräsentantenhaus; Mook organisierte einigen Abgeordneten deren erste Fundraiser überhaupt. Sein Engagement für die Studierendenorganisation der Demokraten an der Columbia University setzte Maßstäbe, da er erstmals die Daten der dortigen Wähler und Freiwilligen elektronisch erfasste. Nach seinem Studienabschluss und der Tätigkeit als Senats-„Page“ kehrte er nach Vermont zurück.

### Anfänge auf regionaler Ebene 2002 bis 2006

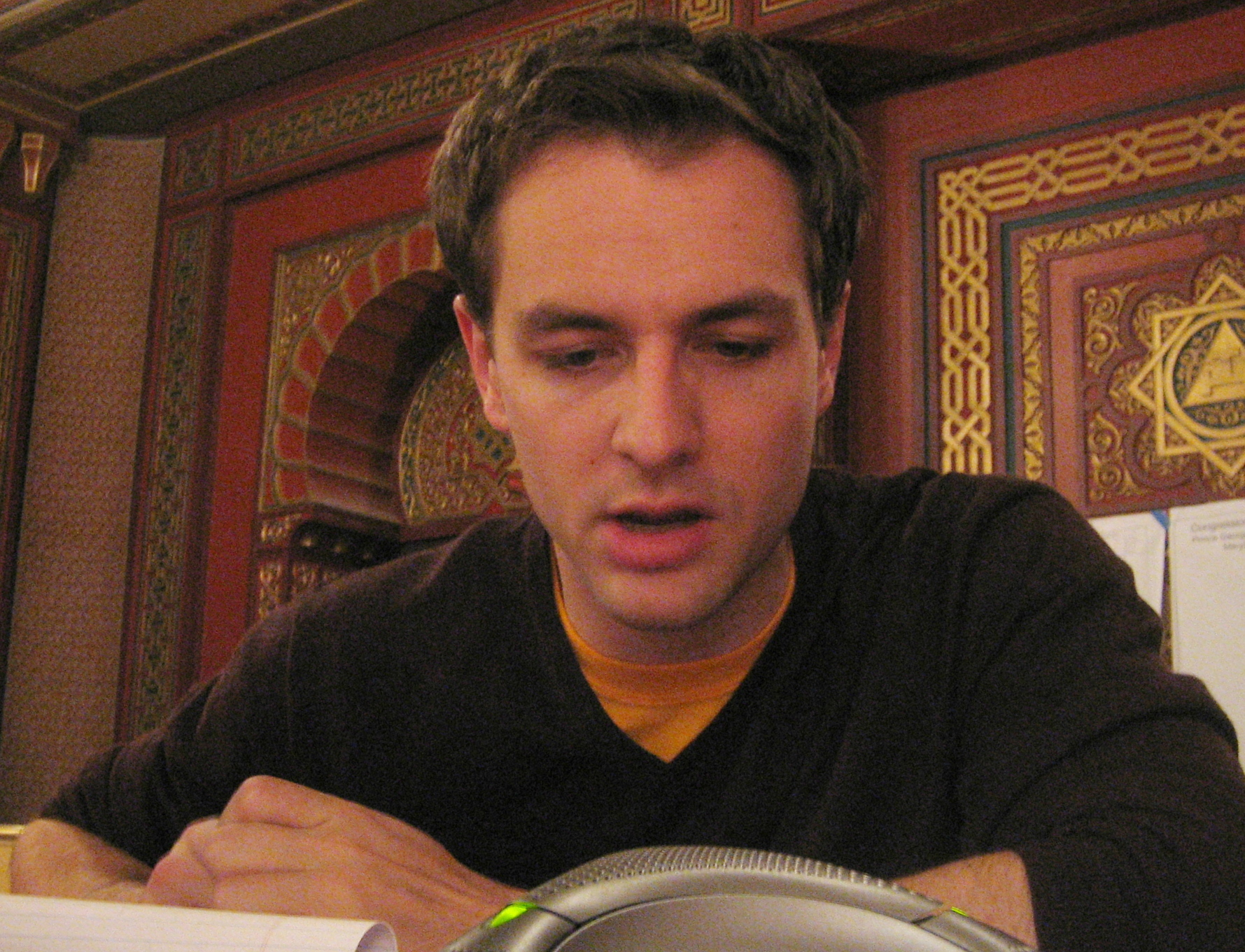
Robby Mook im Wahlkampf (2006)

In seinem Heimatstaat unterstützte er die Demokraten des Bundesstaates bei verschiedenen Wahlkämpfen, unter anderem vor der allgemeinen Wahl 2002 als field director der integrierten Wahlkampagne der Demokraten im Bundesstaat, zuständig für die Koordinierung der Freiwilligen vor Ort. Mook arbeitete zwischenzeitlich für die New Yorker Stadträtin Eva Markowitz und ab April 2003 für die US-Präsidentschaftskampagne 2004 des früheren demokratischen Gouverneurs von Vermont, Howard Dean, als deputy field director in Wisconsin und New Hampshire. Zugleich war Mook an der Koordination des Online-Fundraisings beteiligt, einer bahnbrechenden Neuerung, die in dieser Kampagne erstmals überhaupt eingesetzt wurde, und lernte die Bedeutung der Informationstechnologie für Wahlen kennen, die er von nun an nutzte. Nachdem Dean in der Vorwahl seine zwischenzeitliche Führung verloren hatte und John Kerry für die Demokraten nominiert worden war, begann er für das Democratic National Committee (DNC) zu arbeiten, die Organisation der Bundespartei – gefördert vom zwischenzeitlichen Bundesparteichef Howard Dean. Für das DNC war er beim Präsidentschafts-Hauptwahlkampf Kerrys gegen den republikanischen Amtsinhaber George W. Bush dafür zuständig, die Wähler in Wisconsin zu mobilisieren (Get out the vote). Deans Niederlage sieht Mook als wichtige Erfahrung, die ihn gelehrt habe, dass politische Stimmungen schnell kippen können und es deshalb wichtig sei, einmal erreichte Wähler-Unterstützung sofort zu konsolidieren. Während der Kampagne, in der Mook zu einer zentralen Figur für Dean aufstieg, begann das Team in New Hampshire die Ideen des Politikwissenschaftlers und Aktivisten Marshall Ganz anzuwenden. Graswurzel-Organisation und der Einsatz von Freiwilligen im Straßenwahlkampf statt bezahlter, geskripteter Mitarbeiter wurden daraufhin erstmals großmaßstäblich erprobt und zur Grundlage für Barack Obamas erfolgreiche Präsidentschaftskandidatur 2008. Einige der damaligen Kollegen aus New Hampshire stiegen wie Mook zu Schlüsselfiguren späterer demokratischer Wahlkämpfe auf.

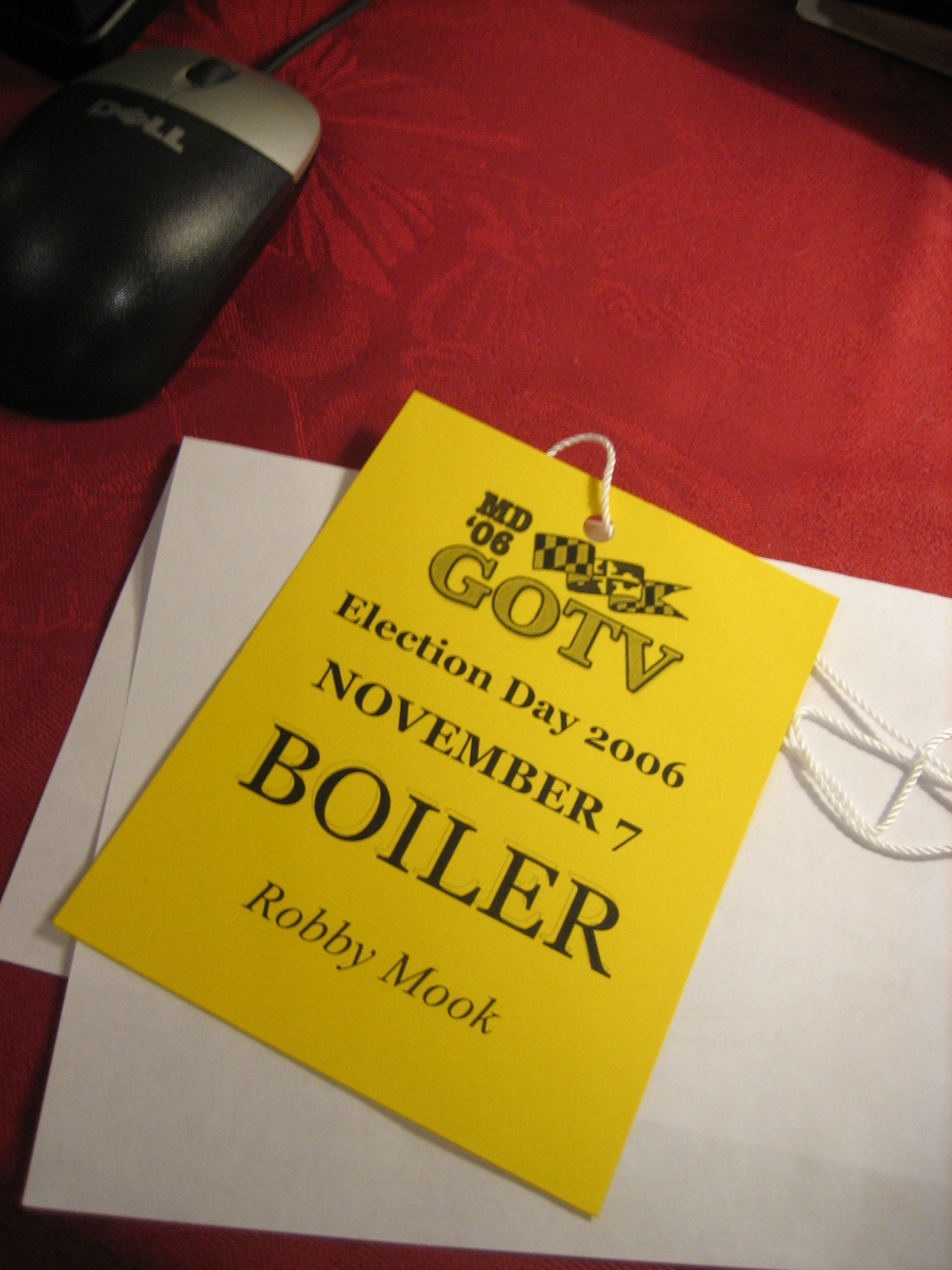
Get-out-the-vote-Zettel Mooks zur Gouverneurswahl 2006 in Maryland

2005 gehörte Mook in Virginia zum Wahlkampfteam David W. Marsdens, der das erste Mal für ein politisches Amt gegen einen republikanischen Amtsinhaber im Virginia House of Delegates antrat. Diese Karrierestation, die wie ein Schritt zurück wirkte, hatte Mook bewusst gewählt, um eine Kampagne von Grund auf zusammenstellen und im Ganzen leiten zu können. Marsden erhielt, so Mother Jones, eine Präsidentschaftskampagne in Miniatur mit fünf Vollzeitmitarbeitern, die den winzigen Wahlkreis fast Wähler für Wähler abklapperten; Mook organisierte eine Fundraising-Veranstaltung auf dem Capitol Hill in Washington, bei dem er seine bereits weit geknüpften Verbindungen ausspielte. In einem Wahlkreis, der als gleichmäßig gespalten zwischen Anhängern beider großer Parteien galt, gewann Marsden mit 20 Prozent Vorsprung. 2006 wechselte Mook nach Maryland. Dort arbeitete er in der koordinierten gemeinsamen Kampagne für Martin O’Malley, der den republikanischen Amtsinhaber Bob Ehrlich in der Gouverneurswahl besiegte, und für Ben Cardin, der Michael Steele in der Wahl zum US-Senat 2006 schlug. Anschließend arbeitete Mook im Nahen Osten für das National Democratic Institute, wo er so viel Wertschätzung für Bill Clintons dortiges Engagement hörte, dass er sich bald entschloss, in die Vereinigten Staaten zurückzukehren und für dessen politisch aktive Ehefrau Hillary Clinton zu arbeiten.

### Mitwirkung an der Präsidentschaftskampagne Hillary Clintons 2008
Ab Frühjahr 2007 engagierte sich Mook in Hillary Clintons Wahlkampagne für die US-Präsidentschaftswahl 2008 und war als state director zuständig für die Wahlkämpfe in den Bundesstaaten Nevada, Indiana und Ohio während der parteiinternen Vorwahlen, bei denen Clinton in diesen Bundesstaaten jeweils die meisten Wählerstimmen erhielt, sich insgesamt aber dem späteren Präsidenten Barack Obama geschlagen geben musste. Obamas damaliger Wahlkampfmanager David Plouffe äußerte 2014 anerkennend, Mook habe die beste Arbeit in Clintons Team überhaupt geleistet; „seine Fußspur war auf unserem Rücken“. Vor dem Caucus in Nevada hatte Hillary Clinton die Abstimmung bereits aufgeben und sich anderen Staaten zuwenden wollen, wurde aber von Mook in einer Sitzung überzeugt, Ressourcen zu investieren. Clinton gewann den Caucus, was dafür sorgte, dass die bisher Top-Down geführte Kampagne Clintons Elemente von Deans Graswurzelorganisation übernahm. Anschließend managte Mook in New Hampshire die erfolgreiche Wahl Jeanne Shaheens, einer Clinton-Vertrauten, in den US-Senat im November 2008. Als einer von zehn Angehörigen des gut ausgestatteten Kernteams koordinierte er die 100 bezahlten Mitarbeiter und Tausenden Freiwilligen und integrierte diese Kampagne teilweise vollständig mit derjenigen Obamas für die Präsidentschaft in diesem Bundesstaat. Während der Arbeit in Clintons Kampagne entstand um Mook eine Gruppe von loyalen Mitarbeitern, die sich „Mook-Mafia“ nennt, und häufig Teil von Mooks späteren Teams geworden ist.

### Arbeit für die Bundespartei 2009 bis 2012
Nachdem er Anfang 2009 einen Posten im Außenministerium unter der gerade vereidigten Ministerin Hillary Clinton abgelehnt hatte, aber offenbar an ihrer dortigen Personalauswahl beteiligt gewesen war, begann Mook für die bundesweite Wahlkampforganisation der Demokraten im US-Repräsentantenhaus, das Democratic Congressional Campaign Committee (DCCC), zu arbeiten. Er galt damals als „aufgehender Stern“ unter den Partei-Mitarbeitern. Zuerst political director, also mit politischen Inhalten betraut, wurde er im Mai 2010 independent expenditure director, das heißt zuständig für Unterstützung individueller Politiker ohne Absprache mit ihnen, mit einem Etat von 65 Millionen US-Dollar. Nach dem Verlust der demokratischen Mehrheit im Repräsentantenhaus bei der Wahl im November 2010 wurde er im Dezember executive director, also für das gesamte operative Geschäft zuständig. Den damaligen DCCC-Vorsitzenden Steve Israel überzeugte Mook mit seinem Vorschlag und Beharren, bei der als kaum gewinnbar geltenden außerordentlichen Nachwahl 2011 im 26. Kongresswahlbezirk viele Ressourcen zu verwenden; daraufhin gewann Kathy Hochul den Sitz erstmals in vier Jahrzehnten für die Demokraten. In dieser Funktion war Mook zudem maßgeblich an der Steuerung und Koordination demokratischer Bewerbungen in einzelnen Kongresswahlbezirken vor der Wahl im November 2012 beteiligt, bei der die Partei acht Sitze auf die Republikaner gutmachen konnte, das selbstgesetzte Ziel, wieder stärkste Fraktion im Repräsentantenhaus zu werden (was 25 Sitze gebraucht hätte), jedoch verfehlte. Die Vergrößerung der Kongressfraktion haben einige politische Beobachter Mooks Einsatz zugeschrieben. Er selbst beschrieb die Tätigkeit des DCCC metaphorisch als „Booster“ (Hilfsrakete): Ohne vor Ort eingreifen zu können oder den individuellen Zuschnitt der jeweiligen Kampagne zu verändern, habe diese Organisation den ganz unterschiedlichen Kandidaten strukturell geholfen, sie über die Ziellinie zu bringen.

### Manager des Gouverneurskandidaten Terry McAuliffe 2013
2013 wechselte Mook als Wahlkampfmanager zur siegreichen Kampagne des demokratischen Kandidaten für das Gouverneursamt von Virginia, Terry McAuliffe, der ein enger politischer Weggefährte der Familie Clinton ist. Der Wahlkampf gegen den Republikaner Ken Cuccinelli galt als einer der härtesten in der amerikanischen Politik und als Testlauf für die Bundes-Demokraten in diesem wichtigen Swing State. Bereits damals wurde er von Politico und der New York Times als möglicher Wahlkampfmanager Clintons 2016 gehandelt. Während seine Datentechnologie bei der Kampagne 2008 noch nicht mit der von Obamas Team hatte mithalten können, forcierte er 2013 die Innovation in diesem Bereich. So brachte er diesen Bereich mit McAuliffes außerordentlichen Fundraising-Kapazitäten und Deans Graswurzelorganisation zusammen und setzte personell auf eine Mischung seiner eigenen „Mook-Mafia“ mit Mitarbeitern der Wahlkämpfe Obamas. Mook kontaktierte das Umfeld der Clintons häufig während der Kampagne, ließ sich aber vom dortigen Drama nie von seinem klaren Kurs abbringen, was ihm das Vertrauen der Clintons einbrachte. Er beriet die Democratic Governors Association und gab 2014 einen Kurs an der New York University. Die Existenz des Netzwerks „Mook-Mafia“ von vermutlich über 150 Personen, die über jährliche Treffen, eine Mailingliste und einen humorvoll-aggressiven Sprachstil verbunden sind, enthüllte ABC News mit Verweis auf ein Mitglied des Mook-Netzwerks im November 2014. Dies sorgte jedoch nicht für die Schwierigkeiten, die der Informant für Mook erwartete, sondern machte laut Mother Jones dem Umfeld Clintons deutlich, dass internen Grabenkämpfen und Durchstechereien Einhalt geboten werden müsse – was als Mooks Stärke galt und somit seine Position festigte. Durch diese Veröffentlichung wurde der öffentlich sichtbare Zusammenhalt aber unterbrochen; 2015 fand erstmals kein jährliches Treffen statt, die Mailingliste und der Blog wurden aus dem Internet entfernt.

### Manager der Präsidentschaftskandidatin Hillary Clinton 2016
Ab Herbst 2014 arbeitete Mook für Hillary Clinton und organisierte ihre Unterstützung für demokratische Kandidaten bei den Wahlen im November 2014. Im Januar 2015 engagierte Clinton Mook offiziell als politischen Berater für Strategie (strategist). Als im März 2015 Clintons Nutzung eines privaten E-Mail-Servers als Außenministerin zu einer Affäre zu werden drohte, konnte Mook sich mit seiner Forderung nach harter und schneller Gegenwehr nicht durchsetzen, was teilweise als generationelle Auseinandersetzung im Team beschrieben wurde. Um dieses in den Griff zu bekommen, mischte er im aufzubauenden Team eigene Leute der „Mook-Mafia“ mit Mitarbeitern McAuliffes und Obamas. Als Clinton im April 2015 bekanntgab, sich innerhalb der Vorwahl der Demokraten als Kandidatin für das Amt des US-Präsidenten zu bewerben, präsentierte sie Mook als ihren Wahlkampfmanager. Zuständig für das operative Geschäft, nahm er im Team die zweite Stelle nach dem Leiter John Podesta ein. Er war der erste offen schwule Manager eines aussichtsreichen US-Präsidentschaftskandidaten. Mook wurde mutmaßlich deshalb ausgesucht, weil er – trotz seines jungen Alters langjähriger Teil des Clinton-Netzwerks und kampagnenerfahren, aber nicht Teil des Kernteams von 2008 und damit in der Lage, klare Grenzen etwa zur Clinton Foundation zu ziehen – als generationelle Brücke zwischen den jungen Mitarbeitern und den alten Freunden galt, die den Wahlkampf 2008 bestimmt hatten. In Clintons Umgebung hatte es zuvor geheißen, Mooks Berufung wiederhole möglicherweise den Fehler von 2008, wiederum kein ganz neues Gesicht für diese Position zu verpflichten.
Mooks Vorgehen war davon bestimmt, die Fehler von 2008 zu vermeiden: Er verordnete der Kampagne als Kontrapunkt zur als verschwenderisch geltenden Operation von 2008 Bescheidenheit; so verpflichtete er Mitarbeiter, die günstigsten Busverbindungen zu benutzen und bezeichnete sich selbst als „wirklich, wirklich billig“ (“really, really cheap”). Um interne Querelen zu vermeiden, gab Mook als Ziel aus, die heterogenen beteiligten Gruppen und Individuen als „vereinte Familie“ (“united family”) zusammenzubringen. Im Januar 2016 erklärte er der Zeitschrift Time: „Wir halten zusammen, jeder von uns, jeden Tag“. Nachdem Mook bei McAuliffe ein zuvor chaotisches Team geordnet und Ruhe durch Disziplin und Zurückhaltung hergestellt hatte, schaffte er Ähnliches unter Schwierigkeiten auch bei Clinton. Denn Mook habe, so die New York Times, viele Clinton-Berater dadurch für sich eingenommen, dass er „stets verfügbar“ für sie sei und sich für ihre Anliegen und Empfehlungen Zeit nehme; die Clintons würden seine außergewöhnliche Fähigkeit schätzen, „die reichlich vorhandenen Ratgeber zu umgarnen und zu integrieren, ohne sie zu aufdringlich“ oder sich von seinem Kurs abbringen zu lassen. Mooks Arbeitsweise und Strategie wurden während der Kampagne von den meisten politischen Beobachtern gelobt. Wenn Kritik aufkam, ging es meist um die cliquenhafte Atmosphäre des inneren Zirkels, die Mook nach Ansicht einiger Beobachter wiederhergestellt und damit andere Stimmen ferngehalten habe. Nach dem knappen Sieg gegen Bernie Sanders bei der ersten Abstimmung im parteiinternen Nominierungsprozess, dem Caucus von Iowa am 2. Februar 2016, schrieben einige Clinton-Vertraute und Geldgeber das unerwartet schwache Ergebnis Mook zu und drängten (vergeblich) auf seine Ablösung. Stattdessen erweiterte Clinton Mooks Aufgabenfeld, zumal seine datengestützte Wählermobilisierungs-Operation in Iowa allgemein als herausragende Leistung gewürdigt wurde. Nachdem Clinton die Nominierung in einer langwierigen, harten Auseinandersetzung gegen Sanders im Juni 2016 gewonnen hatte, war Mook nicht zuletzt wegen der gemeinsamen Herkunft aus Vermont eine der Schlüsselfiguren, um Sanders und sein Team zur Kooperation und Unterstützung Clintons im Hauptwahlkampf zu bewegen. Nach der – für fast alle Beobachter – überraschenden Niederlage Clintons gegen Donald Trump bei der Wahl am 8. November 2016 geriet auch Mooks Strategie in die Kritik. Während es Trump gelungen war, viele Stimmen gering ausgebildeter Weißer aus dem Arbeitermilieu des Rust Belt zu gewinnen, gelang es Clinton nicht, diese Verluste bei anderen Bevölkerungsgruppen auszugleichen. Mooks technischer, datengestützter Ansatz wurde kritisiert, da nicht einmal der Versuch unternommen worden sei, die früher verlässlich Demokraten wählenden weißen Arbeiter zurückzugewinnen.
Nach der verlorenen Wahl setzte sich Mook durch öffentliche Auftritte und den Besuch von Wahlkämpfern unter anderem in Deutschland dafür ein, schwere Beeinträchtigungen durch Einflussnahmen von außen – wie Fake News und Leaks – ernstzunehmen und gegen sie anzugehen. Zu dem Zweck arbeitete er mit dem Wahlkampfmanager Mitt Romneys von 2012, Matt Rhoades, zusammen.

## Persönlichkeit und Arbeitsweise
Mook gilt als gelassen, ernsthaft und zurückhaltend und als jemand, der die Öffentlichkeit nicht sucht; so meidet er Fernsehauftritte und hat kein Facebook-Profil. Unter Mitarbeitern ist Mook beliebt, laut Vice.com, da er persönliche Beziehungen aufbaut und es zulässt, dass andere ihn übertreffen. Mitarbeiter erwähnen seinen ansteckenden Enthusiasmus, der in inspirierenden Reden die Bereitschaft zu Entbehrungen wecke. Mooks Vorstellungen sind auch aus einer Beschäftigung mit Peter M. Senges Vorschlag kontinuierlicher individueller Selbstentwicklung erwachsen. Sein „No-Drama“-Stil und seine unaufdringliche Entschlossenheit haben laut Fortune dazu beigetragen, dass sich um ihn die „Mook-Mafia“ gebildet habe. Die US-Senatorin Jeanne Shaheen lobt Mooks treffsicheren politischen Instinkt und seine unermüdliche Arbeitsethik; der DCCC-Vorsitzende Steve Israel hebt hervor, Mook motiviere Menschen zu Handlungen, die sie selbst sich nicht zugetraut hätten, da es ihm gelinge, gleichermaßen auf strategischer wie auf operativer Ebene zu denken. Sein Förderer Howard Dean urteilt, Mook sei „ziemlich unerschütterlich“ und habe die richtige Persönlichkeit, zu Ergebnissen zu kommen, da er nicht sich selbst, sondern seine Arbeit in den Vordergrund stelle. Eigentlich habe sich Dean niemanden so jung in so großer Verantwortung vorstellen können, Mook aber sei „sehr, sehr klug, und Leute werden hart für ihn arbeiten“. Durch Disziplin und Organisation gelinge es ihm, mit übergroßen Egos von Politikern umzugehen und Loyalität herzustellen. Er sei, so Politico, erfolgreich durch stete Teambildung, Aufmerksamkeit für Details und das Fehlen jeglicher starrer Dogmatik, wie ein Sieg zu erreichen sei. Der Stabschef des Kongressabgeordneten Peter Welch hält Mook für „nichts weniger als einen Rockstar“, der es im zynischen Politikbetrieb geschafft habe, „anständig und beliebt“ zu bleiben.
Wegen seiner Fokussierung auf Daten und Statistiken ist er als „scheinwerferscheuer Geek“ und „datenbesessener Nerd“ bezeichnet worden. Am glücklichsten sei er im Büro bei seinen Computern und Daten, berichtete die New York Times. Die Los Angeles Times urteilte Mitte 2016, selten sei jemand, der in einer politischen Kampagne so schnell und hoch aufgestiegen sei, so farblos gewesen, was Clinton nütze; auf diese Weise sei es gelungen, die Wahl des Running Mate Tim Kaine bis zur geplanten Verkündung geheim zu halten, was sonst kaum gelinge. Zudem organisiert Mook akribisch, beispielsweise durch das Schreiben und Verteilen von „Feld-Handbüchern“ mehrhundertseitigen Umfangs für das Canvassing. Er verlangte Mitarbeitern ab, Stundenpläne für den gesamten Tagesablauf in Intervallen von 30 Minuten vorzulegen, und bestand darauf, dass jedes Treffen mit dem Erstellen einer To-do-Liste ende. Er sei, so Mother Jones, ein Mechaniker der Macht, den keine inhaltliche Agenda oder anspruchsvolle theoretische Annahme antreibe. Mit Barack Obamas Wahlkampfmanager David Plouffe, der für seine datengestützten und disziplinierten Wahlkämpfe bekannt geworden ist, pflegt Mook einen engen Austausch; Plouffe hat ihm „grenzenloses Potenzial“  bescheinigt. Kritiker weisen darauf hin, dass Mook es vor allem darauf anlege, den Gegner seines Kandidaten zu definieren, was negativem Wahlkampf und gegenseitigen Beschimpfungen Vorschub leiste sowie dem gewählten Politiker kein Mandat für positive Gestaltung verschaffe. Außerdem spekulierte der konservative Politikwissenschaftler Benjamin Tribbett, um Mooks Erfolg gebe es einen ungerechtfertigten „Hype“, da er sich seine Kampagnen nach positiven demographischen Trends für den jeweiligen Kandidaten aussuche und allein dadurch die meisten seiner Wahlkämpfe gewinnen könne. Auch die gegen die Republikaner gerichtete, aggressive Sprache der „Mook-Mafia“ könne, wenn dieser nach einer Wahl sich der Öffentlichkeit nicht mehr zu entziehen vermöge, Anstoß erregen.
Als Motto seines erfolgreichen Wahlkampfs für Hillary Clinton 2008 wählte Mook „Setze Ziele, experimentiere und lerne, feiere und wertschätze“, was ihn vom bisher üblichen eher autoritären Management-Stil abhebt. The Daily Beast erklärte das mit seiner generationellen Zugehörigkeit zu den Millennials. Immer wieder sucht er den Kontakt mit den Straßenwahlkämpfern vor Ort und macht selbst Haustürbesuche. Er resümierte über seine Erfahrungen, in fast jedem Wahlkampf habe sich die öffentliche Meinung davon bewegen lassen, welche Informationen die Kampagnen herausgaben. Was davon durchdringe, hänge von der – nationalen und lokalen – Stimmungslage ab. So sei der Fehler der Demokraten bei ihrer schweren Niederlage im Kongress 2010 gewesen, dass ihre Botschaften an den Bedürfnissen der Wähler vorbeigegangen seien; „unsere Fernsehspots waren so, als brächte man ein Radio zu einem Rock-Konzert“. Die Politikwissenschaftler William J. Feltus, Kenneth M. Goldstein und Matthew Dallek, die neben einer Reihe prominenter Wahlkampfberater wie David Axelrod und James Carville für ihr Buch Inside Campaigns auch mit Mook sprachen, hielten viele seiner Einsichten für die profundesten. Mook führte – wie zuvor schon in seinen Handbüchern – aus, jede Kampagne habe ihre eigene Kultur; der Manager sei jeweils verantwortlich dafür, eine gute Kultur zu etablieren. Ihm selbst gehe es darum, „Leute auszusuchen, die dem Kandidaten und dem Team gegenüber loyal sind, die sich selbst motivieren, hart zu arbeiten“ und die eine Kampagne nicht nur als Sprungbrett für andere Aufgaben sähen, sondern dem Erfolg des Wahlkampfs alles andere unterordnen könnten.
Politico führte Mook im Juli 2013 in seiner Liste der 50 Politicos to Watch auf und verwies auf sein hohes innerparteiliches Ansehen. Die Zeitschrift Fortune nahm Mook im September 2015 in ihre Liste der 40 under 40 auf, der einflussreichsten jüngeren Menschen in der amerikanischen Wirtschaft.